# 福田實業
福田實業（集團）有限公司是一間香港纺织企業，前身是1969年創辦的高泰染廠公司，世界最大的圓筒針織面料生產商之一，並提供紡紗、針織、染色、印花及整理等服務。產品包括色紗、縫紉線及成衣，向超過40個國家的成衣製造商提供面料，並於1988年4月20日在香港交易所主板上市。
2012年4月4日福田宣佈配售4.09億新股予央企中國中紡集團公司（現時為中糧集團附屬公司），集資5.11億港元，主要用作償還公司債務。完成後中紡將持有福田擴大後股本34%，超越原大股東夏氏家族的28.56%，成為新大股東。
主要股東:
COFCO Corporation (中糧集團有限公司)37.10%
孙伟挺/陈玲芬 17.04%
夏松芳/鄧娟妹 9.03%
在2021年12月31日，整個集團的全職員工約有7仟9佰人。

## 財務資料
- 在2021年度，該公司的營業額逾67.51億港元，稅後盈利約2.41億港元。每股盈利19.8港仙 , 派息每股16港仙

## 發展歷史
- 1969年，由夏松芳先生創辦福田實業集團（前稱：高泰染廠）。
- 1971年，擴展針織布業務。
- 1988年，集團在香港設立麗海紡織印染有限公司，開始印花布業務。
- 1991年：
  - 成立金菱線廠有限公司，為成衣製造商提供縫紉線。
  - 成立精裕實業有限公司，發展特色紡紗業務。
- 1994年，集團租賃開平平達棉紡企業有限公司並開始紡紗業務。
- 1996年，集團擁有主要股權和為主要經營者的海洋蘭卡(私人)有限公司成立，是集團首個海外生產工廠，主力生產布匹。
- 1998年，於中國廣東省東莞市設立東莞沙田麗海紡織印染有限公司。
- 2002年，收購海高集團。
- 1993年至2003年期間，設立共7間海外貿易或代表辦事處：紐約、多倫多、溫哥華、胡志明市、首爾、上海和新加坡。
- 2005年，收購縫紉線業務附屬公司金菱線廠有限公司、金孚有限公司及東莞金菱線廠有限公司
- 2006年，成立位於中國江蘇省江陰市江陰經濟開發區的江陰金田機械有限公司。
- 2007年，成立深圳福力紡織品有限公司。
- 2008年，成立上海福匯紡織貿易有限公司。
- 2009年，終止於倫敦和班加羅爾辦事處的運營。
- 2010年，成立位於中國江蘇省鹽城市鹽城經濟開發區的鹽城福匯紡織有限公司。

## 外部連結
- fshl.com （页面存档备份，存于）